# Acanthetaxalus bostrychoides
Acanthetaxalus bostrychoides är en skalbaggsart som beskrevs av Stefan von Breuning 1961. Acanthetaxalus bostrychoides ingår i släktet Acanthetaxalus och familjen långhorningar. Inga underarter finns listade i Catalogue of Life.